# Keumangan Cut
Keumangan Cut is een bestuurslaag in het regentschap Pidie van de provincie Atjeh, Indonesië. Keumangan Cut telt 288 inwoners (volkstelling 2010).